# Sankt Peter im Sulmtal
Sankt Peter im Sulmtal  är en ort och kommun i Österrike. Den ligger i distriktet Deutschlandsberg i förbundslandet Steiermark, 180 kilometer sydväst om huvudstaden Wien.
Kommunen består av sju orter (Ortschaften) (inom parentes invånarantal 1 januari 2024):

- Freidorf (90)
- Kerschbaum (136)
- Korbin (147)
- Moos (220)
- Poppenforst (69)
- Sankt Peter im Sulmtal (545)
- Wieden (85)